# Rate Your Music
Rate Your Music (a menudo abreviado como RYM) es una base de datos en línea colaborativa sobre música y cine. Los usuarios pueden catalogar los lanzamientos, reseñarlos y calificarlos en un sistema de cinco estrellas. El sitio web también incluye una lista con las publicaciones mejor evaluadas según la comunidad.

## Impacto
Rate Your Music ha sido acreditado por ayudar a popularizar artistas y discos poco conocidos, prominentemente el álbum debut de Have a Nice Life, Deathconsciousness (2008), y el álbum Velocity : Design : Comfort (2003) de Sweet Trip.

## Recepción
Rate Your Music ha recibido críticas generalmente positivas. Maurício Angelo, de M.O.V.I.N [UP], catalogó a RYM como «la mejor guía para descubrir música nueva, en todos los estilos, [y] de cualquier época». Igualmente, el equipo editorial de Hypebot la recomendó como una forma para descubrir música, describiéndola favorablemente como «esnob y plurilingüe» y que «la gente suele lucir sus varias [e] increíbles colecciones musicales». Karel Veselý, de Radio Wave, definió a Rate Your Music y Discogs como «los portales de música de culto».